# Isomyia pseudonepalana
Isomyia pseudonepalana är en tvåvingeart som först beskrevs av Senior-white, Aubertin och John Smart 1940.  Isomyia pseudonepalana ingår i släktet Isomyia och familjen Rhiniidae. Inga underarter finns listade i Catalogue of Life.